# Allophylina albitarsis
Allophylina albitarsis är en tvåvingeart som beskrevs av Tonnoir och Malloch 1927. Allophylina albitarsis ingår i släktet Allophylina och familjen myllflugor. Inga underarter finns listade i Catalogue of Life.

## Bildgalleri

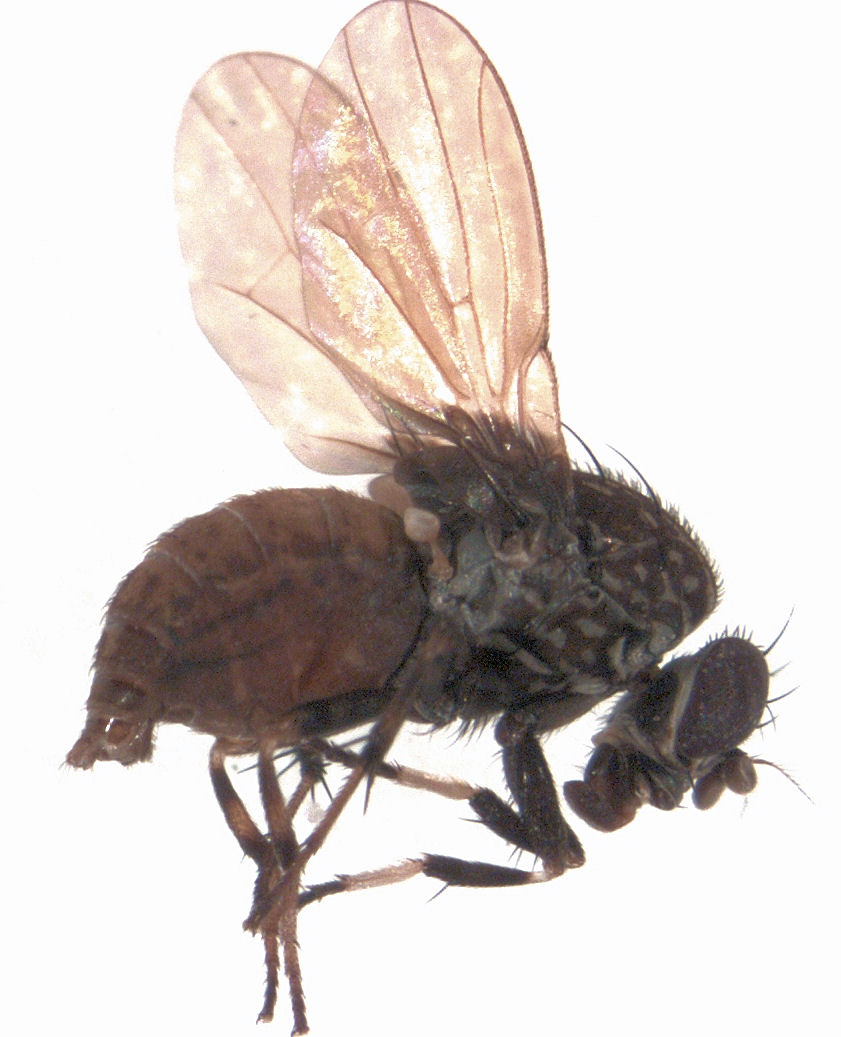